# Шератан
Beta Arietis (β Ari / β Arietis, HD11636) — друга за яскравістю зоря у сузір'ї Овна, це другий (північний) ріг «Овна». Вона є хімічно пекулярною зорею спектрального класу A4 й має видиму зоряну величину в смузі V приблизно 2,7. Вона  розташована на відстані близько 59,6 світлового року від Сонця.

## Фізичні характеристики
Зоря HD11636 обертається досить швидко навколо своєї осі. Проєкція її екваторіальної швидкості на промінь зору становить Vsin(i) = 73 км/сек.

## Магнітне поле
Спектр Шератана вказує на наявність магнітного поля у його зоряній атмосфері. Напруженість повздовжної компоненти поля, оціненої з аналізу наявних ліній металів, становить 1200,0 ± 742,8 гаус.